# Kamienica Rudolfa Kerna w Bydgoszczy
Kamienica Rudolfa Kerna w Bydgoszczy – zabytkowa kamienica w Bydgoszczy.

## Położenie
Budynek stoi w północnej pierzei al. Mickiewicza, na rogu ul. Gdańskiej.

## Historia
Kamienicę wzniesiono w latach 1903–1904 jako dom własny architekta Rudolfa Kerna – ucznia Józefa Święcickiego, który od 1903 roku do początku lat 20. prowadził własne biuro architektoniczno-budowlane. Kern mieszkał w tym domu jeszcze w 1922 roku.
Budynek otwiera ciąg interesującej zabudowy alei Mickiewicza pochodzącej z początku XX wieku. W II połowie XIX wieku na posesji, w dawnych zabudowaniach funkcjonowała oberża. Planowana jest przebudowa budynku na czterogwiazdkowy hotel, jego otwarcie planowane jest na 2021 rok.

## Architektura
Budynek posiada dekoracyjną formę i secesyjną elewację. Charakteryzuje się asymetrycznym układem loggii i wykuszy, zwieńczeniem płynnymi szczytami o obitym blachą, kielichowatym hełmem. Na uwagę zasługują: reliefowa oprawa portalu oraz elementy wystroju wnętrza, między innymi klatka schodowa, witraże, sztukaterie i stolarka. 

## Galeria

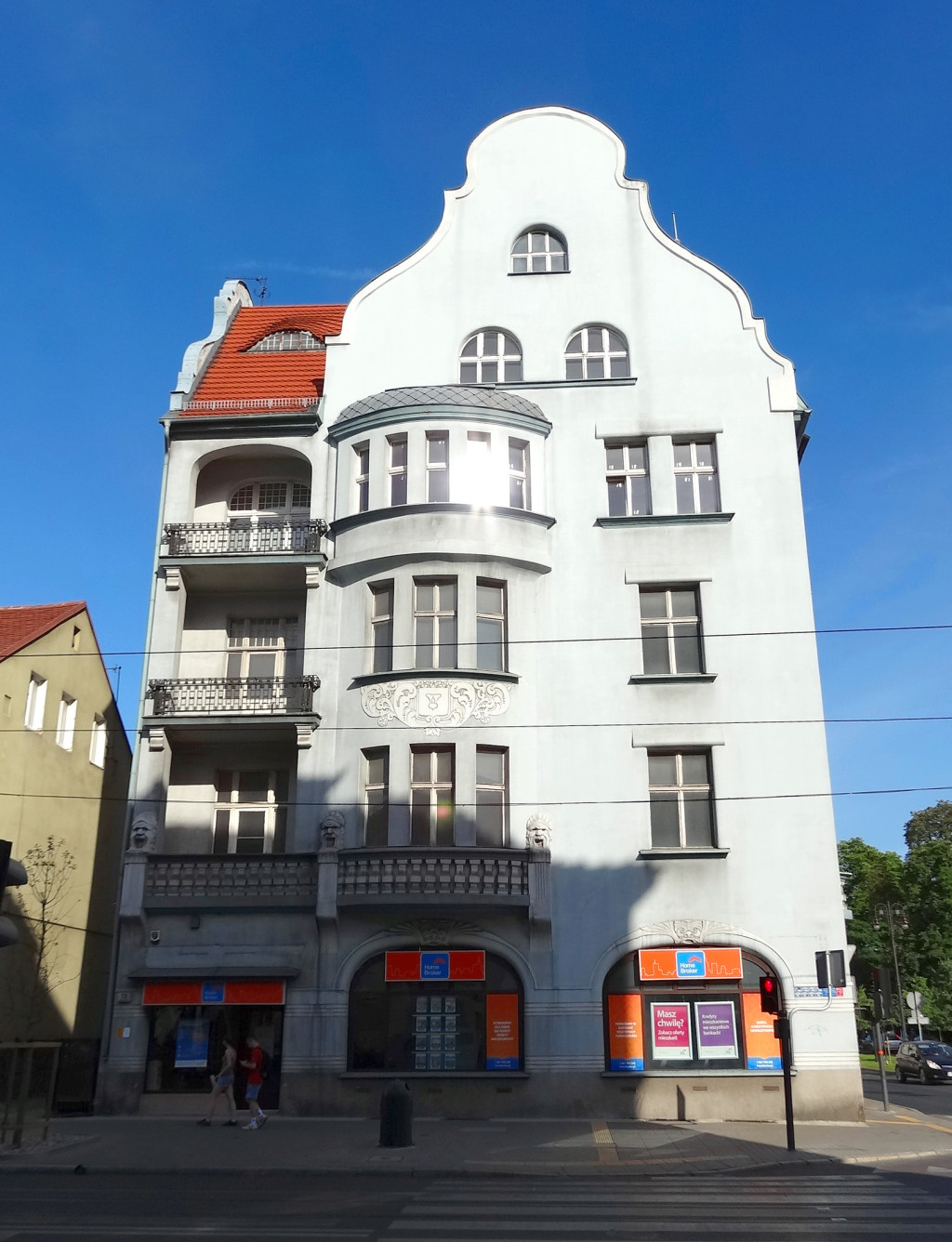
Widok od ul. Gdańskiej
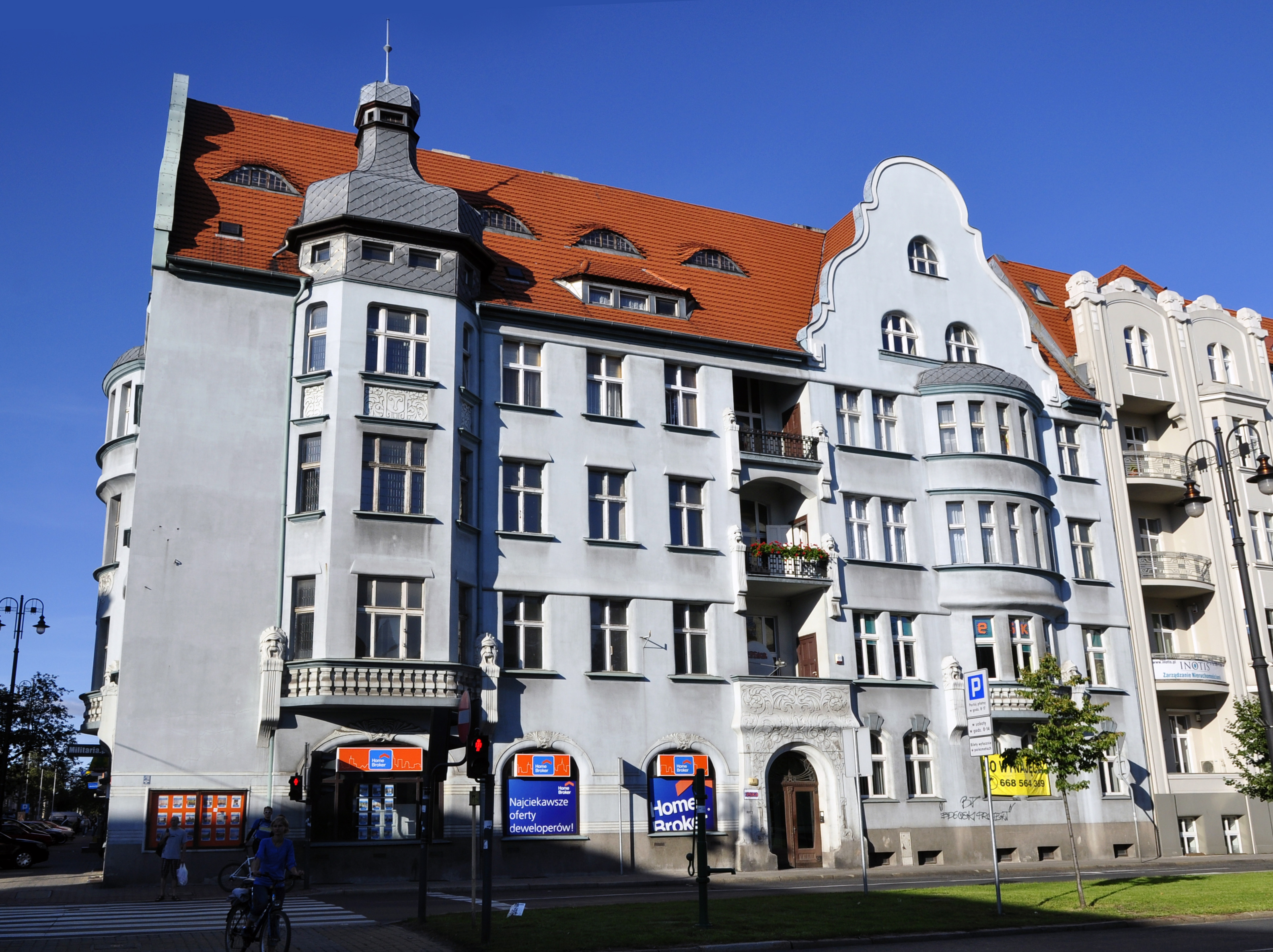
Widok od strony al. Mickiewicza
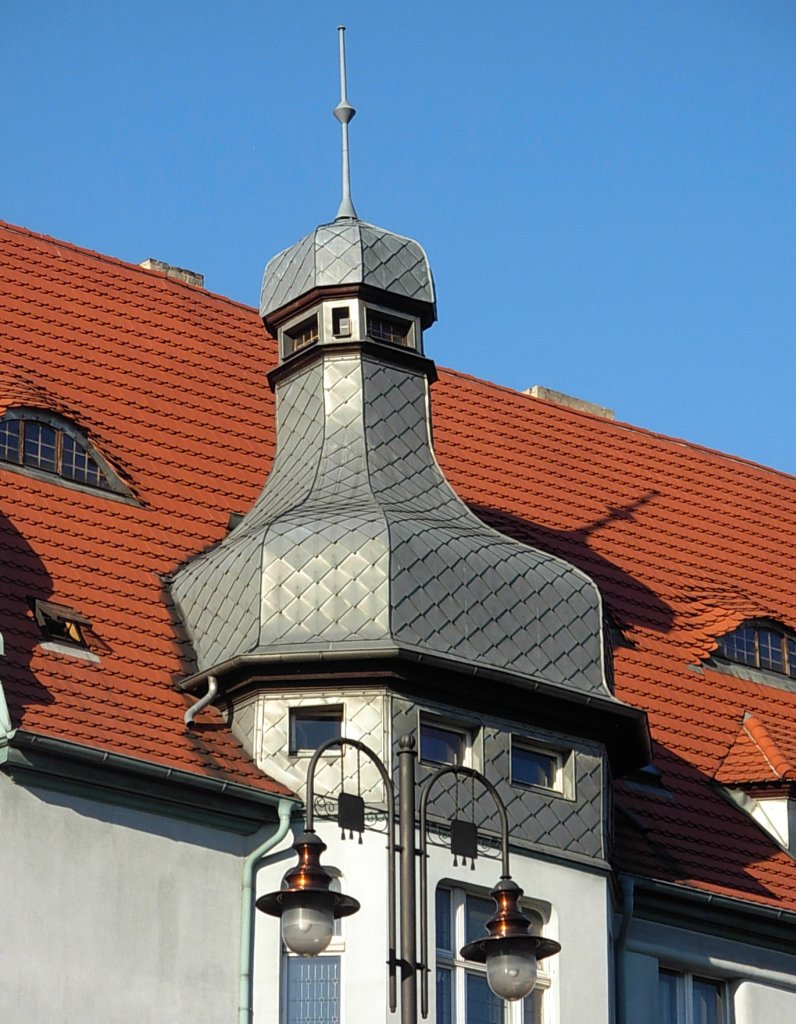
Hełm wieży
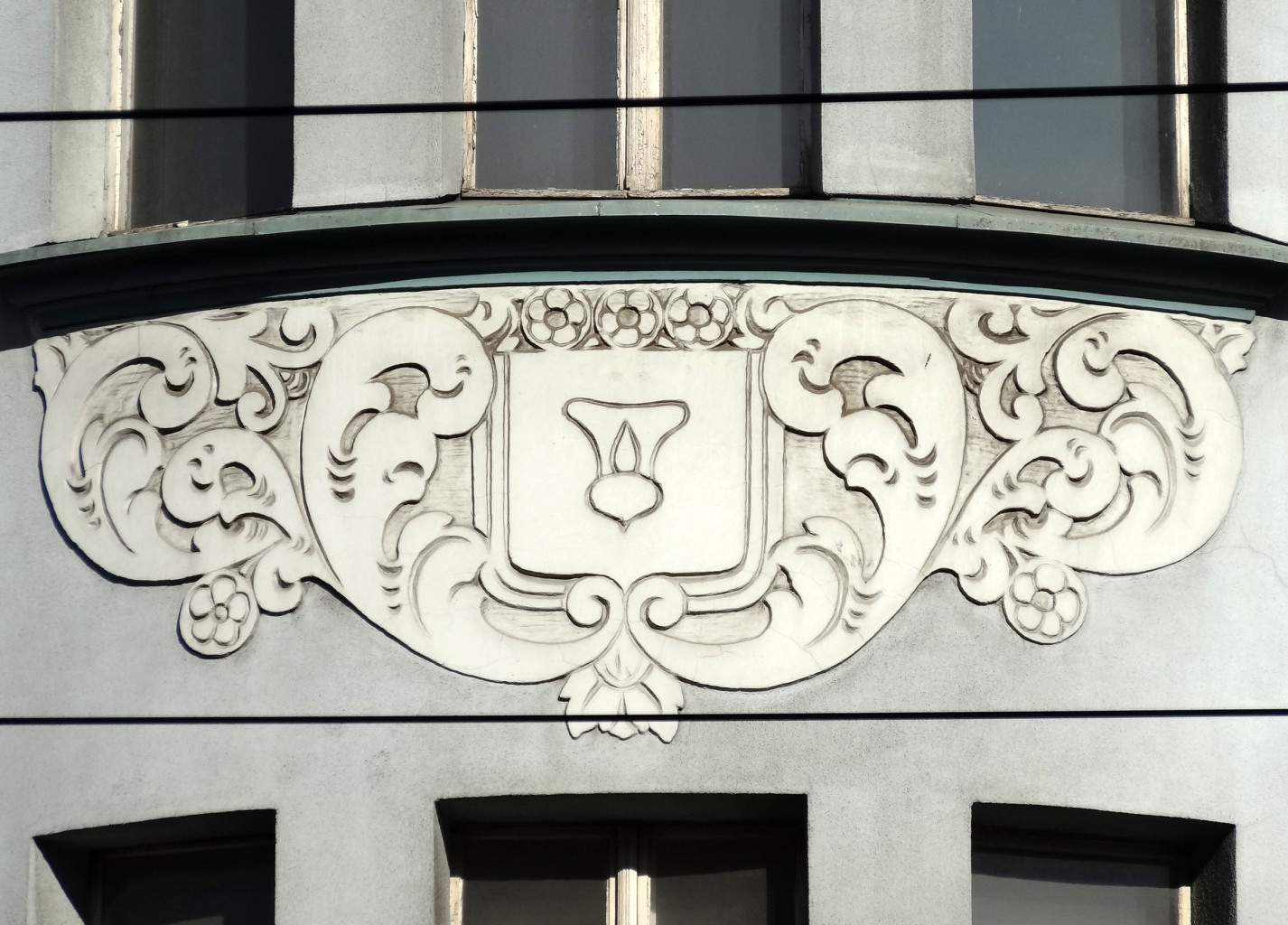
Secesyjne ornamenty